# Vatican Media
Vatican Media (anciennement Centro Televisivo Vaticano ou CTV) est la chaîne de télévision publique du Saint-Siège émettant depuis le Vatican.

## Histoire de la chaîne
Institué en 1983 par le pape Jean-Paul II, le Centro Televisivo Vaticano devient en novembre 1996 un organisme associé de plein droit au Saint-Siège. Il est rebaptisé Vatican Media en 2017. 
Les principaux services offerts par Vatican Media sont les retransmissions en direct, l'assistance quotidienne aux médias et diffuseurs, la production, et la gestion des archives.
Vatican Media est membre de l’Union européenne de radio-télévision (UER) depuis la date de sa création.
Dans le cadre de la restructuration de la communication du Saint-Siège mise en œuvre par le pape François sur proposition du Conseil des cardinaux, Vatican Media est placé sous la responsabilité du nouveau Secrétariat pour la communication le 29 juin 2015. Le 1er janvier 2017, Vatican Media est pleinement intégré au nouveau dicastère.

## Organisation

### Dirigeants
Présidents du conseil d'administration:
- Mgr John Patrick Foley : 1984 – 1989
- Dr Emilio Rossi : depuis 1989 - 2008
- Mgr Claudio Maria Celli, depuis le 26 mai 2009

Directeurs généraux :
- Mgr Ugo Moretto : mai 1997 - juin 2001
- P. Federico Lombardi, s.j. : 11 juillet 2001 - 21 janvier 2013
- P. Dario Edoardo Viganò : 21 janvier 2013 - 21 décembre 2015
- Stefano D’Agostini : depuis le 21 décembre 2015

Secrétaires administratifs :
- Dr Antonio Mandelli : 1988 - 2001
- Dr Roberto Romolo : depuis 2001

### Mission
Le but principal de Vatican Media est la participation à la divulgation universelle de l'Évangile par la documentation, à travers des images télévisées, du ministère pastoral du Souverain pontife et des activités du Siège apostolique (statuts du 1er juin 1998).

## Programmes

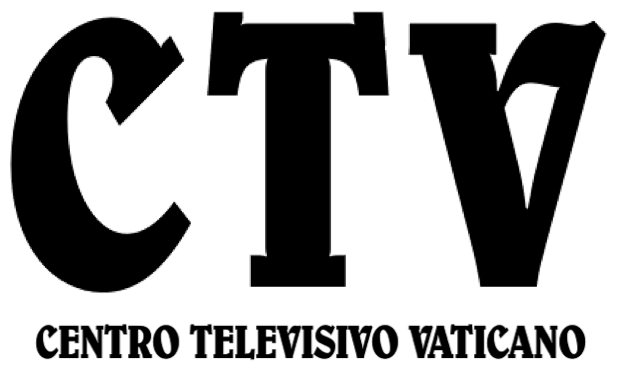
L'ancien logo de CTV.

La programmation est principalement axée sur les événements se déroulant au Vatican, comme l'Angélus, les Audiences générales du mercredi matin, les différentes célébrations, auxquels viennent s'ajouter les voyages du Saint-Père en Italie et dans le monde. Chaque année, Vatican Media filme intégralement environ 130 événements au Vatican et couvre quotidiennement les activités publiques du Saint-Père et les principales manifestations qui se déroulent au Siège Apostolique. 
- Octava Dies : magazine hebdomadaire d'une durée de 25 minutes retransmis dans le monde entier depuis Pâques 1998. Cette diffusion est réalisée à travers les chaînes catholiques italiennes et les agences APTN, mais elle est également disponible en langues italienne et anglaise sur le site Internet du Vatican (Diffusion chaque dimanche à 12h30 après l'Angélus).

## Diffusion
Les retransmissions en direct sont diffusées sur le site Internet du Vatican et par d'autres chaînes de télévision catholiques italiennes, comme Telepace ou Sat 2000, et étrangères, comme KTO. Sur demande des différentes chaînes de télévision du monde, Vatican Media achemine son signal, via satellite, vers les cinq continents. Il distribue les images aux agences et aux télévisions qui en font la demande et diffuse également des images des voyages du Saint-Père, mettant en place des structures de duplication spéciales près des centres de presse. Au Vatican, il offre assistance et services aux envoyés spéciaux (troupes, assistance vidéo et audio, transmissions par satellites, montages etc.).

## Production
Vatican Media a produit de nombreux documentaires au cours des dix dernières années sur le pontificat de Jean-Paul II, de Benoît XVI, sur le Vatican et les basiliques majeures romaines. Ils ont été diffusés à travers les chaînes de télévision et en circuits fermés, également en Anglais, en Espagnol et dans d'autres langues.

## Centre d'archives
Vatican Media gère une vidéothèque de plus de 10 000 cassettes, soit environ 4 000 heures d'enregistrement des images du pontificat de Jean-Paul II depuis 1984, abritée dans des locaux à humidité et température contrôlées. Cette vidéothèque est ouverte aux chaînes de télévision et aux producteurs de documentaires du monde entier ainsi qu'aux particuliers qui peuvent demander les images enregistrées par le CTV sur support VHS.